# Довнар-Запольский, Митрофан Викторович
Митрофа́н Ви́кторович Довна́р-Запо́льский (бел. Мітрафа́н Ві́ктаравіч До́ўнар-Запо́льскі; 2 (14) июня 1867; Речица, Минская губерния — 30 сентября 1934; Москва, РСФСР) — русский, советский и белорусский историк, этнограф, фольклорист, экономист, основоположник белорусской национальной историографии. Доктор истории (1905), профессор (1902).

## Биография
Происходил из мелкопоместного шляхетского рода герба Побог, родился в семье служащего Виктора Мартиновича Довнар-Запольского и его супруги Александры Ивановны. Начальное и среднее образование получал в народном училище ст. Барановичи, школе г. Пловдива (Болгария), народном училище г. Речица, прогимназии г. Мозыря, а также в 1-й городской гимназии Киева, из которой был отчислен весной 1888, как указывалось в секретном приказе попечителя Киевского учебного округа, «за предосудительное и вредное поведение, выразившееся в чтении найденных у него книг преступного содержания», а именно поэмы Т. Шевченко «Мария», письма к А. Герцену и эмигрантского сборника «Громада», изданного в Женеве (Швейцария) деятелем украинского национально-освободительного движения Михаилом Драгомановым. В 1889 году поступил на историко-филологический факультет Киевского университета, который успешно окончил в 1894 году; ученик В. Б. Антоновича.
В 1894—1899 годах служил в Московском архиве Министерства юстиции. В 1899—1901 годах работал в Московском, в 1901—1919 — в Киевском университете. Создал в Киеве научную школу; учениками М. В. Довнар-Запольского были Д. И. Дорошенко, А. П. Оглоблин, Н. Д. Полонская-Василенко и др. В 1905 году открыл в Киеве высшие женские вечерние курсы, в 1906 году — высшие коммерческие курсы, преобразованные затем в Киевский коммерческий институт, и стал его первым ректором. Сотрудничал с газетами «Белорусское слово», «Белорусское эхо», «Вольная Беларусь», был членом комиссии БНР по организации Белорусского университета. В дальнейшем преподавал в ВУЗах Харькова и Баку. C 1 октября 1925 года по 1 сентября 1926 года работал заведующим кафедрой истории Беларуси в Белорусском государственном университете. В январе 1926 года был избран председателем Первого съезда исследователей белорусской археологии. С осени 1926 года работал в Москве, где скончался в 1934 году. Похоронен на новом Донском кладбище, в центральном зале бывшего главного здания Донского крематория (колумбарий).
Подвергался репрессиям в завуалированной форме: блокировались посты и должности, фундаментальный труд «История Белоруссии», написанный в 1925 году, был осуждён как идейно вредный.
Старший сын — Всеволод Митрофанович Довнар-Запольский (1898—1919) — большевистский активист, участник установления советской власти в Киеве, организатор красногвардейских отрядов на Шулявке. Второй сын — Вячеслав — воевал и погиб в гражданскую войну в рядах Красной Армии.

## Научная деятельность
Занимался исследованиями истоков и становления белорусской государственности, национальной и культурной самобытности белорусского народа, белорусской этнографией. В серии статей «Белорусское прошлое» (1888) доказывал, что белорусы самостоятельный народ и должны занять равноправное место в семье европейских народов. В научно-публицистической работе «Основы государственности Беларуси» (1919) выдвинул теорию о древней белорусской государственности, представленной Полоцким и Туровским княжествами (так называемая кривичско-дреговичско-радимичская концепция формирования белорусской нации), а позднее Великим княжеством Литовским.
Опубликовал более 200 научных работ по этнографии, социально-экономической и политической истории Беларуси, Литвы, России, Украины, Польши. В 1906 году издал историко-литературный памятник XVI—XVII веков Баркулабовскую летопись. Автор первого курса экономической истории России («История русского народного хозяйства»).
Был активным сторонником «экономического материализма», считал, что движущей силой истории являются экономические процессы, отдавал предпочтение роли товарного обмена.

## Память

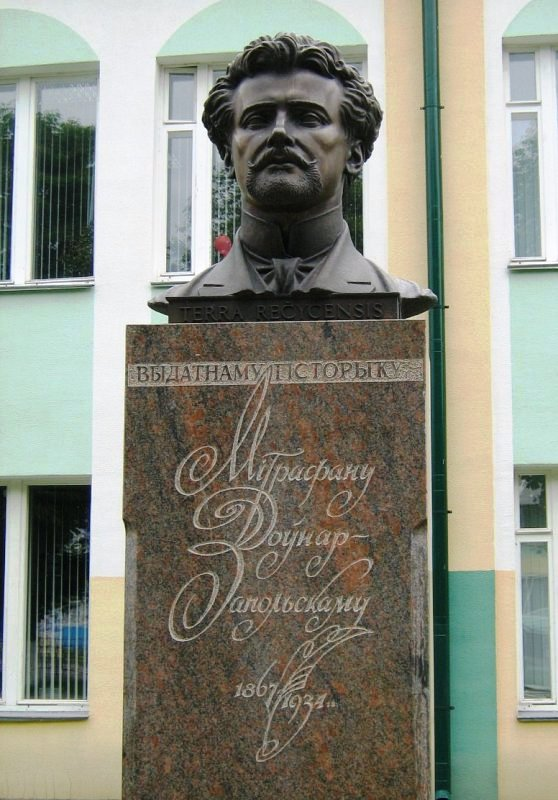
Памятник в Речице.

- В 1997 году в Речице Гомельской области Беларуси открыт памятник учёному, с 1997 по 2010 год раз в два года там же проводились Довнаровские чтения[2].
- Имя М. В. Довнар-Запольского носит улица в Киеве.